# Pseudoceratoppia diversa
Pseudoceratoppia diversa är en kvalsterart som beskrevs av Hammer 1967. Pseudoceratoppia diversa ingår i släktet Pseudoceratoppia och familjen Ceratoppiidae. Inga underarter finns listade i Catalogue of Life.